# Villarbeney
Villarbeney är en ort och tidigare kommun i distriktet Gruyère i kantonen Fribourg, Schweiz.
1 januari 2006 infogades Villarbeney i kommunen Botterens.